# Eckart Klein
Eckart Klein (* 6. April 1943 in Oppeln, Schlesien) ist ein deutscher Rechtswissenschaftler. Er war von Juni 1994 bis Juli 2008 Inhaber des Lehrstuhls für Staats-, Völker- und Europarecht an der Universität Potsdam.

## Biografie
Nach seinem Abitur 1962 in Karlsruhe und anschließender Wehrdienstzeit studierte er von 1964 bis 1968 Jura in Freiburg im Breisgau, Göttingen, Lausanne und Heidelberg. 1973 wurde er mit der Dissertation Die verfassungsrechtliche Problematik des ministerialfreien Raums in Heidelberg promoviert. Er habilitierte sich 1980 zu Statusverträge im Völkerrecht. Von 1974 bis 1976 war er als wissenschaftlicher Mitarbeiter am Bundesverfassungsgericht abgeordnet und unterstand dem damaligen Präsidenten Ernst Benda. Zwischen 1981 und 1994 war er Inhaber des Lehrstuhls für Öffentliches Recht, Völkerrecht und Europarecht an der Universität Mainz. Von 1994 an war er Ordinarius für Öffentliches Recht an der Universität Potsdam. 2008 wurde er emeritiert. Sein Nachfolger wurde Andreas Zimmermann.
Im Jahr 2011 wurde er mit der Magdeburger Menschenrechtsmedaille der Arbeitsstelle Menschenrechte der Otto-von-Guericke-Universität Magdeburg ausgezeichnet.
Im September 2019 gehörte er zu den etwa 100 Staatsrechtslehrern, die sich mit dem offenen Aufruf zum Wahlrecht Verkleinert den Bundestag! an den Deutschen Bundestag wandten.
Eckart Klein ist verheiratet und hat drei inzwischen erwachsene Kinder.

## Funktionen
Klein war Richter im Nebenamt an den Oberverwaltungsgerichten der Länder Rheinland-Pfalz sowie Brandenburg. Er war Mitglied des Staatsgerichtshofes der Freien Hansestadt Bremen.
Von 1995 bis 2002 war er Mitglied des Menschenrechtsausschusses der Vereinten Nationen in New York und Genf. Er war mehrmals tätig als Richter ad hoc am EGMR.

## Veröffentlichungen (Auswahl)
- Die verfassungsrechtliche Problematik des ministerialfreien Raumes. Ein Beitrag zur Dogmatik der weisungsfreien Verwaltungsstellen (= Schriften zum öffentlichen Recht, Bd. 236). Duncker & Humblot, Berlin 1974, ISBN 3-428-03081-8.
- Statusverträge im Völkerrecht. Rechtsfragen territorialer Sonderregime. Springer, Berlin 1980, ISBN 978-3-540-10141-3.
- Das Selbstbestimmungsrecht der Völker und die deutsche Frage. Gebr. Mann, Berlin 1990, ISBN 978-3-7861-1619-6.
- Grundrechte, soziale Ordnung und Verfassungsgerichtsbarkeit. Festschrift für Ernst Benda zum 70. Geburtstag. Müller, Jur. Verl., Heidelberg 1995, ISBN 3-8114-0695-7.
- Staat und Zeit (= Schönburger Gespräche zu Recht und Staat. Bd. 7). Schöningh, Paderborn 2006, ISBN 978-3-506-75731-9.
- Die Vereinten Nationen und die Entwicklung des Völkerrechts. In: Helmut Volger (Hrsg.): Grundlagen und Strukturen der Vereinten Nationen. Oldenbourg, München 2007, ISBN 978-3-486-58202-4, S. 21.
- Verfassungsprozessrecht. C.F. Müller, 4. Auflage, Heidelberg 2020, ISBN 978-3-8114-4927-5.